# Gaikai
Gaikai ("oceano aperto" in giapponese) è un'azienda dedicata allo sviluppo di tecnologie per il cloud gaming. Fondata nel 2008 finanziata da Intel Capital, Limelight Networks, Rustic Canyon Partners, Benchmark Capital, TriplePoint Capital, New Enterprise Associates e Qualcomm., l'azienda strinse, dal 2010 al 2012, diverse collaborazioni con case editrici videoludiche, portali web, negozi e produttori di elettronica di consumo.
Nel 2012, fu formalizzato un accordo di acquisizione per 380 milioni di dollari da parte di Sony Computer Entertainment, con l'intenzione di integrare le tecnologie di Gaikai nel proprio servizio di cloud gaming PlayStation Now.